# Последние из Старков
«Последние из Старков» (англ. The Last of the Starks) — четвёртый эпизод восьмого сезона фэнтезийного сериала канала HBO «Игра престолов», и 71-й во всём сериале. Сценарий к эпизоду написали Дэвид Бениофф и Д. Б. Уайсс, а режиссёром стал Дэвид Наттер. Премьера эпизода состоялась 5 мая 2019 года.
«Последние из Старков» показывает последствия битвы против Армии мёртвых и готовит зрителей к финальной битве, и Джон и их оставшиеся силы направляются в Королевскую Гавань, чтобы противостоять Серсее и требовать её капитуляции.
Эпизод получил смешанные отзывы. Критики похвалили его возвращение к политической интриге предыдущих эпизодов «Игры престолов», но они раскритиковали сценарий эпизода. Эпизод получил номинацию на премию «Эмми» за лучшую режиссуру драматического сериала, и Эмилия Кларк выбрала этот эпизод, чтобы поддержать свою номинацию в категории лучшая женская роль в драматическом сериале.
В этом эпизоде в последний раз появилась Натали Эммануэль (Миссандея) и Ханна Мюррей (Лилли), а также шесть актёров, чьи персонажи умерли в предыдущем эпизоде, но в этом эпизоде были показаны их трупы: Альфи Аллен (Теон Грейджой), Иэн Глен (Джорах Мормонт), Белла Рамзи (Лианна Мормонт), Ричард Дормер (Берик Дондаррион), Бен Кромптон (Эддисон Толлетт), Стаз Наир (Квоно).

## Сюжет

### В Винтерфелле
Северяне сжигают павших во время Долгой Ночи на погребальных кострах. Затем происходит пир, где все празднуют победу. Позже Дейенерис (Эмилия Кларк) легитимизирует Джендри (Джо Демпси) как Баратеона и назначает лордом Штормового Предела. Джендри признаётся Арье (Мэйси Уильямс) в любви и предлагает ей выйти за него замуж, но она отказывается. Джейме (Николай Костер-Вальдау), Бриенна (Гвендолин Кристи), Тирион (Питер Динклэйдж) и Подрик (Дэниел Портман) играют в игру с вином, в результате которой Бриенна уходит после вопроса Тириона о её девственности. Джейме навещает Бриенну и они проводят вместе ночь. Между тем, Дейенерис становится не по себе, так как  за победу над мёртвыми хвалят Джона (Кит Харингтон) и Арью, что не остаётся незамеченным Варисом (Конлет Хилл). Дейенерис встречается с Джоном и просит его не рассказывать никому о его происхождении, но он говорит, что должен рассказать об этом Арье и Сансе (Софи Тёрнер).
Дейенерис желает как можно скорее штурмовать Королевскую Гавань, но Санса не соглашается, уговаривая её дать потрёпанным войскам отдых. Они решают, что Джон и сир Давос (Лиам Каннингем) пойдут по Королевскому тракту, в то время как Дейенерис отправится на Драконий Камень вместе со своим флотом, а Джейме останется в Винтерфелле. После этого Арья и Санса говорят Джону, что не доверяют Дейенерис, а Джон рассказывает им о своём происхождении.
Внезапно появляется вооружённый арбалетом Бронн (Джером Флинн), готовый убить Джейме и Тириона, но он принимает их предложение в обмен на их жизни получить Хайгарден. Арья присоединяется к Псу (Рори Макканн) на пути в Королевскую Гавань. Санса делится с Тирионом своими переживаниями по поводу похода Джона в Королевскую Гавань. Джон прощается с Тормундом (Кристофер Хивью), который решает вернуться обратно на Север, и просит его взять с собой Призрака. Он также прощается с Сэмом (Джон Брэдли) и Лилли (Ханна Мюррей), которые, как оказалось, ждут ребёнка.
Узнав о действиях Серсеи (Лина Хиди), Джейме отправляется в Королевскую Гавань, несмотря на просьбу Бриенны остаться.

### На Драконьем Камне
Когда Дейенерис (Эмилия Кларк), её драконы и её флот приближаются к Драконьему Камню, их атакует флот Эурона (Пилу Асбек). Во время атаки стрелами из корабельных скорпионов убит Рейегаль, а Миссандея (Натали Эммануэль) взята в плен. Варис (Конлет Хилл) советует Дейенерис не сжигать Королевскую Гавань, а Тирион (Питер Динклэйдж) убеждает её сначала поговорить с Серсеей (Лина Хиди). Позже Варис, который узнал о происхождении Джона (Кит Харингтон), признаётся Тириону, что считает Джона лучшим кандидатом на роль правителя, но Тирион остаётся верным Дейенерис.

### В Королевской Гавани
Эурон (Пилу Асбек) возвращается и сообщает о смерти Рейегаля и захвате Миссандеи (Натали Эммануэль). Серсея (Лина Хиди) приказывает держать ворота Красного Замка открытыми, намереваясь использовать жителей города в качестве заложников, чтобы предотвратить нападение на город.
Дейенерис (Эмилия Кларк), Тирион (Питер Динклэйдж) и Серый Червь (Джейкоб Андерсон) прибывают в Королевскую Гавань. Серсея и Дейенерис требуют друг от друга капитуляции, при этом Серсея угрожает казнить Миссандею. Тирион взывает к человечности сестры и просит её сдаться, но Серсея отказывается и приказывает Грегору Клигану (Хафтор Юлиус Бьёрнссон) обезглавить Миссандею.

## Производство

### Сценарий
Сценарий был написан Дэвидом Бениоффом и Д. Б. Уайссом.

### Съёмки
Режиссёром эпизода стал Дэвид Наттер. Это его последний эпизод во всём сериале.
Во время съёмок сцены пира, на съёмочной площадке была случайно оставлена одноразовая чашка кофе; её можно было кратко увидеть во время оригинальной трансляции эпизода, но её потом удалили на компьютере два дня спустя.
Актрису Натали Эммануэль на компьютере добавили в кадры сцены её смерти, так как съёмки проходили на большой физической высоте и они были доступны фотографам. Чтобы сохранить сюжет в тайне, Эммануэль не участвовала в съёмках этих кадров, в то время как её крупные планы были сняты отдельно на звуковой сцене.

## Реакция

### Рейтинги
Эпизод посмотрели 11,80 миллионов зрителей во время оригинального показа на HBO. Дополнительные 5,4 миллионов зрителей посмотрели эпизод на стриминговых платформах, что в целом составляет 17,2 миллионов зрителей.

### Реакция критиков
Эпизод получил смешанные отзывы; на сайте Rotten Tomatoes эпизод получил рейтинг 58% на основе 106 отзывов и среднего рейтинга, который составляет 7,17/10. Консенсус сайта гласит: «„Последние из Старков“ начинает утомлять подготовкой к завершению „Игры престолов“, но он предоставляет достаточно политических интриг и трогательных взаимодействий персонажей, чтобы удовлетворить зрителей.» Это второй эпизод „Игры престолов“ на сайте с самым низким рейтингом, став позади за эпизодом «Непокорные, несгибаемые, несломленные», у которого рейтинг 54%.
Среди положительных отзывов, Спенсер Корнхабер из «The Atlantic» написал: «Несмотря на все моменты с логическими несостыковками... я не переполнен жалобами. Эпизод восстановил некоторые классические качества „Игры“, правда». Крис Бартон из «Los Angeles Times» похвалил повествование и взаимодействие между персонажами, и посчитал, что «основная часть [этого эпизода] была наполнена чем-то вроде дворцовой интригой и динамикой персонажей, которые сделали шоу чем-то большим, чем совокупностью его драконов». Шон Т. Коллинз из «Rolling Stone» посчитал, что эпизод хорошо показал конфликты между людьми, и написал: «Он не пропустил ни одного тематического шага, двигаясь от потребности человечества прекратить убивать себя и столкнуться с общей угрозой к своему принуждению уничтожать, даже после того, как оно увидело, что оно может сделать как единый фронт». Сара Хьюз из «The Guardian» написала в своей рецензии, что темп эпизода был в самый раз, и добавила: «Там, где меньшее шоу ускорило бы действие, быстро перемещая нас к битве с Серсеей, „Последним из Старков“ потребовалось время, чтобы показать, какова истинная цена Битвы за Винтерфелл».
Среди негативных отзывов, Ширли Ли из «The Atlantic» написала, что «Последние из Старков» не впечатлил её и она раскритиковала «бессмысленное повествование» в этом эпизоде. Дэвид Малиц из «The Washington Post» также усомнился в логике в этом эпизоде и, ссылаясь на конфронтацию между Дейенерис и Эуроном, написал: «Возможно, это просто была удача с теми первыми смертоносными выстрелами, так как следующие несколько стрел летят в сторону Дейенерис и Дрогона и они все промахиваются. Все до единой. Да». Стив Джонсон из «Chicago Tribune» считал, что шоу потеряло свою захватывающую сюжетную линию и, ссылаясь на падение Короля Ночи в предыдущем эпизоде, написал: «Как нам снова быть в восхищении от битвы с Серсеей, когда мы уже победили величайшего врага всех времён?» Алан Сепинуолл из «Rolling Stone» назвал этот эпизод «структурной странностью» и написал: «Он никогда не бывает достаточно надёжным. Сценарий мчится через переход, кладя одно событие, изменяющее личность, на верхушку другого, и ни один из них не может дышать».
Эпизод также подвергся сильной критике за его воспринимаемое женоненавистническое изображение женщин, в частности Сансы, и при этом Кэйтлин Томас из «TV Guide»  заявила, что «ужасное изнасилование женщины не является движущей силой её последующего расширения возможностей, и предположить подобное — опасно и совершенно безответственно». Давний обозреватель „Игры престолов“ Эрик Каин из «Forbes» заявил, что «столько всего произошло, и мало что из этого чувствовалось правильным, и поэтому я остался с чувством разочарования, чем с чем-либо ещё, и я теперь переживаю за следующие два эпизода, нежели жду с нетерпением».
В приложении «Inside the Episode» к «Последним из Старков», шоураннер Дэвид Бениофф объяснил, что Дейенерис потеряла Рейегаля и свой флот, потому что «Дени вроде как забыла о Железном Флоте и силах Эурона.» Эми Джонс из «The Daily Telegraph» описала объяснение как «очень глупое», в то время как фанаты высмеяли Бениоффа, превратив заявление в мем.

### Награды и номинации
| Год  | Награда | Категория                               | Номинант(ы)  | Результат | Прим.  |
| ---- | ------- | --------------------------------------- | ------------ | --------- | ------ |
| 2019 | «Эмми»  | Лучшая режиссура драматического сериала | Дэвид Наттер | Номинация | [ 25 ] |
| 2019 | «Эмми»  | Лучшая актриса в драматическом сериале  | Эмилия Кларк | Номинация | [ 25 ] |